# Флорін Кицу
Флорін Кицу (рум. Florin Cîțu; нар. 1 квітня 1972, Бухарест, Румунія) — румунський політичний діяч. З грудня 2016 року — член Сенату Румунії. Прем'єр-міністр Румунії з 22 грудня 2020 до 25 листопада 2021 року. Президент Сенату Румунії з 2021 до 2022 року.

## Біографія
Після закінчення Гріннеллського коледжу 1996 року Кицу здобув ступінь магістра економіки й 2001 року — докторську ступінь з макроекономіки і міжнародної економіки в Університеті штату Айова.
Після закінчення університету в 2001—2003 працював економістом у Резервному банку Нової Зеландії та в 2003—2005 у Європейському інвестиційному банку. Згодом він працював інвестиційним банкіром у румунському підрозділі ING до 2011 року.
2019 року об'єднаний комітет з питань бюджету та фінансів парламенту Румунії не схвалив кандидатуру Кицу на посаду міністра фінансів (хоча їх голосування не було обов'язковим).
26 лютого 2020 року, після вотуму недовіри кабінету Орбана, сформованого 5 лютого, президент Клаус Йоганніс призначив Кицу прем'єр-міністром Румунії і доручив йому сформувати новий уряд.
9 грудня 2020 року голова Національної ліберальної партії запропонував змінити виконувача обов'язків голови уряду Ніколає Чуке після відставки Людовіка Орбана 7 грудня. Кицу обійняв посаду прем'єр-міністра 23 грудня, сформувавши коаліційний уряд між трьома партіями. Склад його кабінету зазнав критики за те, що в ньому була тільки одна жінка-міністр, і за те, що Соріна Кимпяну було призначено міністром охорони здоров'я (на попередній міністерській посаді він запропонував прийняти закон, «який захищає тих, хто був викритий в плагіаті своїх наукових дисертацій».
Після вотуму довіри 23 грудня 2020 обійняв посаду прем'єр-міністра Румунії (260 голосів «за», 186 голосів «проти»).
25 вересня 2021 року обраний президентом Національної ліберальної партії.
5 жовтня 2021 року парламент висловив вотум недовіри уряду Кицу. За це проголосував 281 депутат. До призначення нового прем'єр-міністра його обов'язки виконував Кицу.
23 листопада 2021 року став президентом Сенату Румунії, змінивши на цій посаді Анку Драґу.
2 квітня 2022 року подав у відставку з посади президента Національної ліберальної партії.
29 червня 2022 року пішов із посади президента Сенату після того, як втратив підтримку сенаторів Національної ліберальної партії.

## Нагороди
- Орден «За заслуги» I ст. (Україна, 23 серпня 2021) — за вагомий особистий внесок у зміцнення українсько-румунського міждержавного співробітництва, підтримку незалежності та територіальної цілісності України[21]